# 熊飞 (南宋)
熊飞（13世纪—1276年）。广南东路广州東莞縣榴花村人，南宋末年抗元民族英雄，有武略，善骑射。
德祐二年（1276年）春，元军攻陷南宋都城临安。同年五月，熊飞听闻右丞相文天祥兵至江西，在岳父李用和同乡赵必的支持和鼓励下，欲率东莞义军前往勤王。不料路遇元军主力，只得诈降回师。九月，元将黄世雄、梁雄飞帅师入境招降，攻陷莞城，遣将姚文虎兵至榴花村。熊飞和许之鉴等在铜岭发起阻击战，斩姚文虎于阵，尽歼其兵，并乘胜收复莞城。黄世雄等仓皇北逃。新会县令曾逢龙亦率兵与熊飞汇合攻打广州，执降元通判李性道，数其罪而诛之，遂收复韶州和广州。南宋广东制置使赵溍来到广州，任命熊飞和夏正炎为将军，领兵北上御敌。元将吕师夔、张荣实进军大庾岭，宋军战败，曾逢龙战死。熊飞退兵死守韶州。十一月，叛将刘自立开城投降，熊飞率部与元军展开巷战，兵败，投水死。
熊飞殉难后，衣冠与亡妻李氏合葬在榴花村铜岭。清同治六年（1867年）、1982年、1999年多次维修至今。东莞市人民政府于1989年1月将熊飞墓列为东莞市文物保护单位。